# Donja Lokošnica
Donja Lokošnica (cyr. Доња Локошница) – wieś w Serbii, w okręgu jablanickim, w mieście Leskovac. W 2011 roku liczyła 879 mieszkańców.